# Madshus
Madshus je norská firma vyrábějící lyže a lyžařské vybavení. Sídlí v Biri v Gjøviku (Oppland). Vyrábí závodní běžecké lyže, lyže pro rekreační sport, lyžařské hůlky, lyžařské boty, lyžařské oblečení.

## Historie
První lyže Madshus vyrobil Martin Madshus v roce 1906 ve své stodole ve Vardalu blízko Gjøviku. Společnost se přestěhovala v roce 1936 do Lillehammeru a v roce 1972 do Biri. V roce 1998 byla továrna koupena americkou společností K2 Sports Inc, ale lyže se stále vyrábějí v Biri.
Ačkoli v Norsku bylo v minulosti více výrobců lyží, pouze dvě společnosti existují i v současnosti - Madshus a Åsnes. Společnost Madshus je v současnosti nejdéle existující lyžařskou firmou na světě s více než stoletou tradicí.

## Známí závodníci na lyžích Madshus

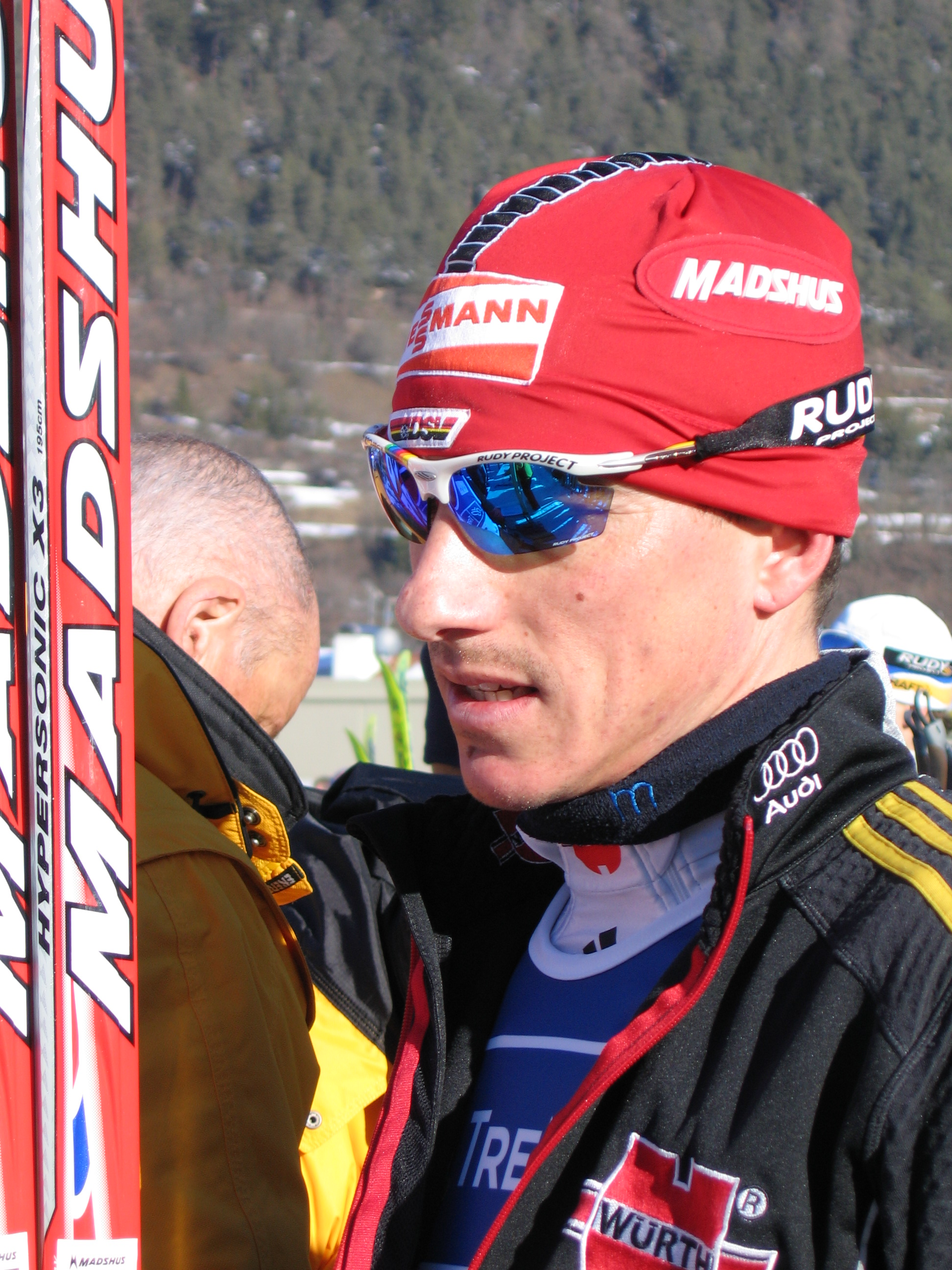
Jeden z běžkařů závodící na lyžích Madshus - německý reprezentant René Sommerfeldt

### Běh na lyžích
- Thomas Alsgaard
- Frode Estil
- Justyna Kowalczyk
- Kateřina Neumannová
- René Sommerfeldt
- Kristin Størmer Steira
- Evi Sachenbacher Stehle
- Axel Teichmann
- Christian Zorzi

### Biatlon
- Ole Einar Bjørndalen
- Halvard Hanevold
- Emil Hegle Svendsen

### Severská kombinace
- Ronny Ackermann
- Hannu Manninen